# 蔡塘水库
蔡塘水库是中国安徽省合肥市长丰县境内的一座水库，位于长江水系板桥河上，建于1967年。水库正常库容为970万立方米，集雨面积为26平方千米，海拔为44.99米。